# Homeomastax cerciata
Homeomastax cerciata är en insektsart som först beskrevs av Morgan Hebard 1923.  Homeomastax cerciata ingår i släktet Homeomastax och familjen Eumastacidae. Inga underarter finns listade i Catalogue of Life.